# Federal Bureau of Narcotics
Das Federal Bureau of Narcotics (FBN) ist eine historische Behörde der Vereinigten Staaten, die von 1930 bis 1968 bestand.

## Geschichte

### Vorgeschichte
Vor 1930 unterhielt das Finanzministerium der Vereinigten Staaten für die Durchsetzung des  National Prohibition Act (auch "Volstead Act" genannt), welcher Alkohol durch den 18. Verfassungszusatz für illegal erklärte, die sogenannte Prohibition Unit die wiederum eine Betäubungsmittelabteilung enthielt. Die Betäubungsmittelabteilung war verantwortlich für die Durchsetzung des Harrison Narcotics Tax Act von 1914. und des Narcotic Drugs Import and Export Act von 1922. Das Federal Bureau of Narcotics wurde dann 1930 durch ein Gesetz des Kongresses gegründet und verband das Federal Narcotics Control Board mit der Narkotika-Abteilung im Department of the Treasury, während das Federal Bureau of Narcotics im Department of the Treasury verblieb.

### Vorsitzender
Als erster Vorsitzender des FBN wurde Harry J. Anslinger, vom Onkel seiner Frau Andrew W. Mellon, Herbert Hoovers Finanzminister, eingesetzt. Unter Anslingers Führung setzte sich das FBN für härtere Strafen für Drogengebrauch ein und erwirkte das Quasi-Verbot von Cannabis durch den Marijuana Tax Act von 1937. Gleichfalls war Anslinger die treibende Kraft hinter dem Einheitsabkommen über die Betäubungsmittel, das 1961 verabschiedet wurde.

### Aufgaben
Die Behörde übernahm die Rolle und die Pflichten des Federal Narcotics Control Board und der Betäubungsmittelabteilung der Prohibition Unit.
Der besondere Fokus lag hierbei auf der Aufdeckung und Verhinderung von Opium- und Heroinschmuggel, ein Zweck, zu dem auch Niederlassungen in Frankreich, Italien, der Türkei, Beirut, Thailand, neben anderen Orten eingerichtet wurden. Die Agenten des FBN kooperierten mit den lokalen Verfolgungsbehörden bei Sicherstellungen und waren berechtigt, an Orten, die als Umschlagplätze dienten, Drogen-Razzien durchzuführen.

### Auflösung
1968 wurde das FBN selbst mit dem Bureau of Drug Abuse Control zum Bureau of Narcotics and Dangerous Drugs verschmolzen, das zur heutigen Drug Enforcement Administration (DEA) werden sollte.